# Henri Quatrefages de La Roquette
Henri Quatrefages de La Roquette, né le 15 juin 1731 au Vigan (Gard) et mort le 8 avril 1824 au Vigan, est un député français. 

## Biographie
En 1789, il est député à la Constituante par la sénéchaussée de Nîmes et Beaucaire. Il prête le serment du Jeu de Paume, est nommé maire du Vigan en 1790, charge dont il démissionne en raison de sa fonction de député. Il est aussi conseiller d'arrondissement du Gard.
C'est grâce à ses efforts que Le Vigan doit d'être un chef-lieu d'arrondissement du département.
Il est inquiété sous la Révolution comme « fédéraliste », mais remis en liberté. Il entre dans la municipalité du Vigan le 22 frimaire an 3 (12 décembre 1794) comme notable.
Il prononce un vigoureux discours pour la fête du 15 août 1795, dont un passage sur Robespierre peut donner le ton :"« un homme dont l'âme pétrie de boue et de fiel ne se nourrissait que de sang et de larmes, dont la jalousie égalait la vanité, et la cruauté la lâcheté. Vil détracteur des talents qu'il ne pouvait atteindre et des sciences qu'il ignorait, assassin du génie qui écrasait sa médiocrité, et de la vertu qui accusait sa scélératesse, populaire par hypocrisie et dominateur par orgueil, cet homme nul et féroce dictait à la France stupéfiée de sanguinaires lois … »
Il est, après le régime révolutionnaire, conseiller d'arrondissement du Gard.
Il meurt au Vigan le 8 avril 1824.

## Sources
- « Henri Quatrefages de La Roquette », dans Adolphe Robert et Gaston Cougny, Dictionnaire des parlementaires français, Edgar Bourloton, 1889-1891 [détail de l’édition]
- P. Gorlier, Le Vigan, histoire d'une cité languedocienne, Montpellier, J. Reschly, 1970.